# Zharkanj
Zharkanj – wieś położona w południowo-wschodniej części Albanii w gminie Novoselë. Wieś znajduje się 125 kilometrów od stolicy państwa, Tirany.